# Grand Prix van Parijs 1948
De Grand Prix van Parijs 1948 was een autorace die werd gehouden op 30 mei 1948 op het Autodrome de Linas-Montlhéry in Bruyères-le-Châtel.

## Uitslag
| Positie | Rijder                       | Team          | Ronden | Tijd/Opgave   |
| ------- | ---------------------------- | ------------- | ------ | ------------- |
| 1       | Yves Giraud-Cabantous        | Talbot-Lago   | 50     | 2:08:52.2     |
| 2       | Louis Chiron                 | Talbot-Lago   | 50     | +2:00.3       |
| 3       | Eugène Chaboud               | Delahaye      | 47     | +3 ronden     |
| 4       | Guy Mairesse                 | Delahaye      | 47     | +3 ronden     |
| 5       | Charles Huc Louis Rosier     | Talbot-Lago   | 46     | +4 ronden     |
| 6       | Pat Garland                  | Delage        | 45     | +5 ronden     |
| 7       | Charles de Cortanze          | Amilcar       | 45     | +5 ronden     |
| 8       | Joseph Chotard               | Talbot-Lago   | 44     | +6 ronden     |
| 9       | Roger Loyer                  | Cisitalia     | 44     | +6 ronden     |
| 10      | Pierre Meyrat                | Delahaye      | 44     | +6 ronden     |
| 11      | Pierre Flahout Charles Pozzi | Delahaye      | 42     | +8 ronden     |
| 12      | Marc Versini                 | Delage        | 38     | +12 ronden    |
| NF      | Charles Pozzi                | Talbot-Lago   |        | Ventiel       |
| NF      | René Bonnet                  | DB            |        | Anti-rollbar  |
| NF      | Georges Grignard             | Talbot-Lago   |        |               |
| NF      | Jean Brault                  | Delahaye      |        |               |
| NF      | Edmond Mouche                | Delage        |        |               |
| NF      | Auguste Veuillet             | Delage        |        |               |
| NF      | Henri Louveau                | Maserati      |        |               |
| NF      | Louis Rosier                 | Talbot-Lago   |        |               |
| NF      | Jean Judet                   | Maserati      |        | Krukas        |
| NF      | Eugene Martin                | BMW           |        | Cilinders     |
| NF      | Henri Trillaud               | Delahaye      |        | Cilinders     |
| NS      | Maurice Trintignant          | Simca-Gordini |        | Band          |
| NS      | Igor Troubetskoy             | Simca-Gordini |        | Band          |
| NS      | Louis Gerard                 | Maserati      |        | Niet aanwezig |